# Silnice I/43
Silnice I/43 je česká silnice I. třídy vedoucí z Brna přes Svitavy, Lanškroun a Králíky do Polska (směr Kladsko a Vratislav). Je dlouhá 115,122 km a v úseku Brno–Svitavy je po ní vedena evropská silnice E461. Počáteční úsek z Brna do obce Česká je postaven jako směrově dělená čtyřpruhová silnice a je označován jako Svitavská radiála.
V budoucnu by měla část dopravy z této silnice odvést kapacitní silnice I/73, která má vést v trase exteritoriální dálnice Vídeň–Vratislav, rozestavěné za druhé světové války.

## Vedení silnice

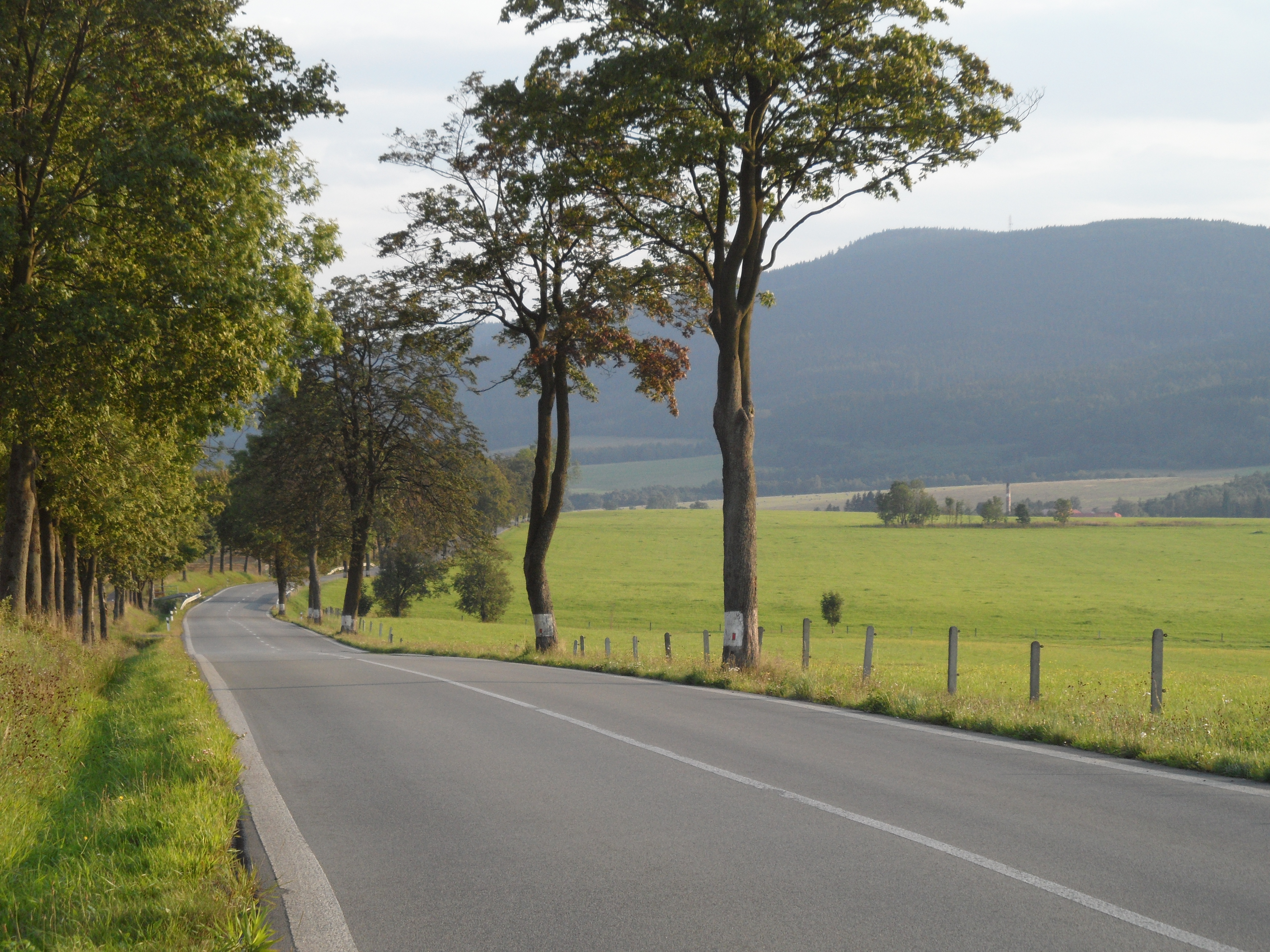
Silnice I/43 mezi vesnicemi Dolní Orlice a Šanov

- Brno – městský okruh (I/42, E461 – pokračuje v této trase)
- Lipůvka (II/379)
- Černá Hora, křížení s II/377
- odbočka Skalice nad Svitavou (II/150)
- Sebranice (I/19)
- Letovice
- Svitavy (I/34)
- Svitavy-Lačnov (I/35, E442, zakončení E461)
- odbočka Třebovice (I/14)
- Lanškroun
- Štíty
- Bukovice (I/11 – začátek peáže)
- Červená Voda (I/11 – konec peáže)
- Králíky
- hraniční přechod Dolní Lipka – Boboszów (Polsko – silnice č. 33 směr Kladsko)

## Modernizace silnice
| Číslo | Název                        | Délka        | Kategorie | Zahájení výstavby   | Uvedení do provozu  | Křižovatky   |
| ----- | ---------------------------- | ------------ | --------- | ------------------- | ------------------- | ------------ |
| B90   | Podlesí, obchvat             | 1,4 km       | S11,5/90  | plánováno 2026      | plánováno 2028      | Podlesí      |
| B93   | MÚK Kuřim východ             | 1,2 km       | S11,5/80  | plánováno 2026      | plánováno 2028      | Kuřim východ |
| B92   | MÚK Lipůvka                  | 1,1 km       | S11,5/80  | plánováno 2027      | plánováno 2028      | Lipůvka      |
| B94   | Milonice, odbočovací pruh    | 0,3 km       | S9,5/60   | 08/2021             | 11/2021             |              |
| B88   | Závist, stoupací pruh        | 0,9 km       | S9,5/80   | plánováno 2025      | plánováno 2026      |              |
| B95   | Lom Černá Hora, přeložka     | 2,1 km       | S9,5/80   | plánováno 2025      | plánováno 2026      |              |
| B91   | Perná – Krhov                | 1,9 km       | S9,5/80   | plánováno 2028      | plánováno 2029      |              |
| B63   | Krhov – Voděrady             | 2 km         | S9,5/80   | plánováno 2028      | plánováno 2029      |              |
| B75   | OK Sebranice                 | —            | —         | 07/2023             | 11/2023             |              |
| B89   | Svitávka, odbočovací pruh    | 0,5 km       | S9,5/80   | plánováno 2027      | plánováno 2028      |              |
| B57   | Letovice – Rozhraní          | 4 km         | S11,5/80  | plánováno 2028–2029 | plánováno 2028–2030 |              |
| E62   | Hradec nad Svitavou – Lačnov | 9,5 km       | S11,5/70  | 04/2022             | 12/2023             |              |
|       | Opatov – obchvat             | 4,2 km       | S9,5/70   | 03/2008             | 11/2009             |              |
| E76   | Mladějov – Lanškroun         | 12,7–13,0 km | S9,5/70   | bude oznámeno       | bude oznámeno       |              |
| E77   | Lanškroun – obchvat          | 6,0 km       | S9,5/70   | bude oznámeno       | bude oznámeno       |              |
| E75   | Lanškroun – Dolní Lipka      | 29,1–29,8 km | S9,5/70   | bude oznámeno       | bude oznámeno       |              |